# Below the Surface (película de 1920)
Below the Surface es una película muda superviviente de drama del año 1920 dirigida por Irvin Willat y protagonizada Hobart Bosworth. Thomas H. Ince produjo la película con distribución a través de Paramount Pictures.
La película sobrevive en la Biblioteca de Congreso junto con tomas descartadas de la producción y fue lanzado en DVD.

## Trama
Basado en descripciones realizadas en dos revistas de películas, Martin Flint (Bosworth) y su hijo Paul Flint (Lloyd Hughes) son socios en un negocio de buceo en aguas profundas que bucean para salvar las vidas de veinte hombres atrapados en un submarino hundido. Esto llama la atención del promotor James Arnold (Webb), quién intenta interesarlos en un plan fraudulento para extraer tesoro de un naufragio hundido. El padre se niega, pero el hijo acepta, atraído por una mujer joven con el promotor, Edna Gordon (Darmond), a quien engañan a Luther para que se casen. A raíz de la inmersión en el barco del tesoro Luther delira. Edna deja a Luther y va con James a Nueva York, así que el padre va a un bar de buceo del hampa en un intento de traerla de vuelta. Más tarde, el  buque en el que estaban se hunde luego de una colisión por una negligencia, llevando al promotor y a la esposa de Luther a sus muertes. Luther se niega a aceptar la historia de su padre de que la mujer era indigna, y se inmersiona en el buque de vapor hundido sólo para descubrir a su mujer muerta abrazada en los brazos de su amante James.

## Reparto
- Hobart Bosworth como Martin Flint;
- Grace Darmond como Edna Gordon;
- Lloyd Hughes como Paul Flint;
- George Webb como James Arnold;
- Gladys George como Alice;
- J. P. Lockney como Dave;
- Edith Yorke como Marth Flint;
- George Clair como Geb Quail.